# Joseph Schmidlin
Joseph Schmidlin (Kleinlandau, 29 marzo 1876 – Schirmeck, 10 gennaio 1944) è stato un presbitero e teologo francese.
Insieme a Pierre Charles è considerato uno dei fondatori della missiologia cattolica.

## Biografia
Joseph Schmidlin era figlio dell'insegnante Augustinus Schmidlin (1841-1915) e dell'impiegata Maria Anna, nata Hoefferlin (1843-1908). Aveva due fratelli (tra cui August Schmidlin, teologo ed esperto di musica sacra cattolica) e tre sorelle. Frequentò il Progimnasium episcopale e il Gymnasium St. Stephan di Strasburgo e studiò filosofia e teologia presso il seminario di Strasburgo. Fu ordinato sacerdote nel 1899.
Dal 1899 al 1901 studiò storia e filologia classica per la professione di insegnante presso l'Università di Friburgo in Brisgovia, conseguendo il dottorato nel 1901. Durante gli studi a Roma, dal 1901 al 1905, fu vicerettore della Pontificio Istituto di Santa Maria dell'Anima e del Collegio sacerdotale (oggi Pontificio Istituto di Santa Maria dell'Anima). Oltre a una storia dell'istituto, lavorò anche alla storia del papato di Ludwig von Pastor. 
Nel 1904 Schmidlin ottenne il dottorato in storia della Chiesa. Dopo un periodo come cappellano a Gebweiler, nel 1907 ottenne all'Università di Strasburgo l'abilitazione all'insegnamento universitario in storia della Chiesa, sotto la supervisione di Albert Ehrhard. In seguito, ottenne un'altra abilitazione a Münster, dove nel 1910 fu nominato professore di storia della Chiesa, storia del dogma, patrologia e missiologia. Nel 1914, Schmidlin fu nominato professore ordinario di missiologia con un incarico aggiuntivo per la storia della Chiesa, la storia del dogma e la patrologia.

## Attività
Schmidlin fondò la missiologia come disciplina indipendente all'interno della teologia cattolica. Il suo precursore nel mondo protestanteera stato il titolare della prima cattedra di missiologia in Germania, Gustav Warneck. Nel 1911 fondò la rivista Zeitschrift für Missionswissenschaft, di cui fu editore.
Dopoché papa Benedetto XV, nella Maximum illud'' (1919), la Magna Charta della missione cattolica, aveva sollecitato la creazione di cattedre e istituti di missiologia, vennero fondate numerose cattedre in Germania e all'estero, tra cui a Monaco, Würzburg, Nimega, Friburgo, Lovanio e Vienna, seguendo il modello di Münster. Esse erano modellate sulle idee di Schmidlin.
Nel 1911, Schmidlin fondò l'Istituto internazionale per la ricerca missionaria (Internationales Institut für missionswissenschaftliche Forschungen).
Katholische Missionslehre (Münster/Westphalia 1919) - due anni dopo la sua Einführung in die Missionswissenschaft (Introduzione alla missiologia; Münster/Westphalia 1917, pubblicata come volume 1 della serie Missionswissenschaftliche Abhandlungen und Texte da lui curata) fu per decenni l'opera di riferimento della missiologia cattolica.
Inoltre, come assistente di Ludwig Pastor, Schmidlin contribuì in modo significativo a numerosi volumi della sua Papstgeschichte (storia papale) in 16 volumi. Dopo la morte di Pastor, Schmidlin scrisse una Papstgeschichte der neuesten Zeit (Storia papale dei tempi moderni), una continuazione dell'opera di Pastor, che copriva il periodo dal 1800 alla morte di Pio XI. Quest'opera rappresentò il suo più ampio risultato accademico.
Schmidlin fu costretto a ritirarsi dalla vita accademica il 14 luglio 1934. In seguito, fu mandato in prigione per la sua opposizione al nazionalsocialista, poi in un ospedale psichiatrico e successivamente nel Campo di concentramento di Vorbruck-Schirmeck, dove alzò la voce contro il regime. Si seppe che fu picchiato e portato in un bunker, dove morì il 10 gennaio 1944.
La Chiesa cattolica ha inserito Schmidlin nel Martirologio tedesco del XX secolo come testimone della fede.
All'ingresso della Cattedrale di Breisach è appesa un'imponente targa commemorativa con la scritta:

## Pubblicazioni (selezione)
- Papst Pius X. Sein Vorleben und seine Erhebung. Verlag von Breer & Thiemann, Hamm in Westfalen 1903.
- Die geschichtsphilosophische und kirchenpolitische Weltanschauung Ottos von Freising. Ein Beitrag zur mittelalterlichen Geistesgeschichte. Herdersche Verlagsbuchhandlung, Freiburg im Breisgau 1906, online.
- Geschichte der deutschen Nationalkirche in Rom S. Maria dell Anima. Herdersche Verlagsbuchhandlung, Freiburg im Breisgau 1906.
- Die kirchlichen Zustände in Deutschland vor dem Dreißigjährigen Kriege nach den bischöflichen Diözesanberichten an den Heiligen Stuhl. 3 Bände. Herdersche Verlagsbuchhandlung, Freiburg im Breisgau 1908–1910.
- Missions- und Kulturverhältnisse im fernen Osten: Eindrücke und Berichte von meiner Missionsstudienreise im Winter 1913/14. Borgmeyer, Münster 1914. online.
- Die christliche Weltmission im Weltkrieg. Volksvereins-Verlag, Mönchen-Gladbach 1915.
- Katholische Missionslehre im Grundriss. Verlag Aschendorff, Münster 1919, 2. Auflage 1923.[2]
- Die Katholischen Missionen von der Völkerwanderung bis zur Gegenwart. Göschen Verlag, Leipzig 1925.
- Papstgeschichte der Neuesten Zeit. 4 Bände. Verlag Joseph Kösel & Friedrich Pustet, München 1933–1939.